# آفتاب‌پرست سیستانی
آفتاب‌پرست سیستانی (نام علمی: Heliotropium arbainense) نام یک گونه از سردهٔ آفتاب‌پرست است. سردهٔ آفتاب‌پرست در ایران ۴۷ گونهٔ علفی یک ساله و چند ساله دارد که در سراسر ایران پراکنده‌اند. آفتاب‌پرست سیستانی یکی از ۴۷ گونهٔ موجود در ایران است.